# إد غرينوود
إد غرينوود هو كاتب كندي، ولد في 21 يوليو 1959 في تورونتو في كندا.

## وصلات خارجية
- إد غرينوود على موقع ميوزك برينز (الإنجليزية)